# Garth Brooks
Troyal Garth Brooks (Tulsa, 7 de fevereiro de 1962) é um cantor e compositor de música country dos Estados Unidos da América. Ele já vendeu mais de 135 milhões de cópias somente nos Estados Unidos, sendo o segundo maior vendedor de discos da história do país, perdendo para a banda The Beatles e deixando Elvis Presley para trás, segundo a RIAA.
Garth Brooks surgiu para o Country em 1989 e foi um sucesso comercial imediato. Suas melodias continham traços do pop-rock, e que combinadas com suas performances no palco fizeram de Garth Brooks um sucesso em todos os Estados Unidos da América, expondo assim a música country a uma massa muito maior que a imaginada. Garth Brooks aprecia uma das carreiras mais bem sucedidas da música, com mais de 70 músicas em 13 álbuns. Durante todos os anos 90, Garth Brooks quebrou diversos recordes e ganhou diversos prêmios. Incomodado pelos conflitos entre família e carreira, em 2001 após lançar o álbum Scarecrow, Garth aposentou-se, parando oficialmente de gravar e tocar, desde então, Garth vendeu milhões de discos numa parceria com a rede de supermercados Wal-Mart.

## Discografia

### Álbuns
- Garth Brooks (1989, nove milhões de cópias vendidas)
- No Fences (1990, dezesseis milhões de cópias vendidas)
- Ropin' the Wind (1991, catorze milhões de cópias vendidas)
- The Chase (1992, oito milhões de cópias vendidas)
- In Pieces (1993, oito milhões de cópias vendidas)
- Fresh Horses (1995, seis milhões de cópias vendidas)
- Sevens (1997, 7 milhões de cópias vendidas)
- Scarecrow (2001, três milhões de cópias vendidas)
- The Lost Sessions (2005)
- Man Against Machine (2014)
- Gunslinger (2016)
- Fun (2020)
- Time Traveler (2023)

### VHS
- This Is Garth Brooks (1992)
- Garth Live From Central Park (1998)

### DVD
- His life... From Tulsa to the Top (1999)
- Garth Brooks - The Entertainer (2006)